# Auguste-Arthur Géraudel
Auguste-Arthur Géraudel, né le 4 mars 1841 à Futeau et mort le 4 août 1906 à Sainte-Menehould, est un pharmacien français, à l'origine des pastilles Géraudel.

## Biographie

### Jeunesse et études
Auguste-Arthur Géraudel naquit en 1841 dans le hameau de Bellefontaine, sur le territoire de la commune de Futeau, non loin de Sainte-Menehould. Après de bonnes études dans l'école de son village, il poursuivit celles-ci au collège de Sainte-Menehould, de l'autre côté de la forêt d'Argonne. Après le collège, il intégra la pharmacie Labrosse, toujours dans la même ville, où il était apprenti et s'occupait des préparations,.
À l'âge de dix-huit ans, il rejoignit une droguerie puis une importante pharmacie de Metz, tout en poursuivant des études de pharmacien. Six ans plus tard, alors qu'il était devenu interne au sein des Hôpitaux de Paris, il fut distingué pour sa conduite lors d'une épidémie de choléra et obtint la gratuité des études de pharmacie, qu'il mena ensuite jusqu'à la thèse,.

### Retour en Argonne et réussite commerciale
Il revint ensuite à Sainte-Menehould, où il racheta l'officine où il avait été employé. Il mit ensuite au point une pastille à partir de goudron de Norvège, qui répondait aux problèmes de catarrhe bronchique de sa mère, et qui obtint un succès important dans la région,.
Bien que la formule du composant fût connue depuis l'Antiquité, le succès de son médicament fut croissant. Cela était dû à la pureté dans son médicament que Géraudel avait réussi à atteindre grâce aux distillations, mais surtout à l'importante publicité qu'il fit autour de la pastille : affiches nombreuses et variées, cartes postales, montgolfière, musique et même poésie, en utilisant la figure locale de sainte Ménehould pour promouvoir son produit. Celui-ci était connu jusque dans le sud-est de la France,.
Père de deux fils, il mourut en 1906. Un buste lui rend hommage à Sainte-Menehould,.